# Червенолика питилия
Червенолика питилия (Pytilia hypogrammica) е вид птица от семейство Estrildidae.

## Разпространение
Видът е разпространен в Бенин, Буркина Фасо, Гана, Гвинея, Камерун, Демократична република Конго, Кот д'Ивоар, Либерия, Нигерия, Сиера Леоне, Того, Централноафриканската република и Чад.